# 2000–2001-es UEFA-bajnokok ligája (második csoportkör)
A 2000–2001-es UEFA-bajnokok ligája második csoportkörének mérkőzéseit 2000. november 21. és 2001. március 14. között játszották le.
A második csoportkörben az a 16 csapat vett részt, amelyek a csoportkör során a saját csoportjuk első két helyének valamelyikén végeztek. A csoportokban a csapatok körmérkőzéses, oda-visszavágós rendszerben mérkőztek meg egymással. A csoportok első két helyezettje az egyenes kieséses szakaszba jutott. A harmadik és negyedik helyezettek kiestek.

## Sorsolás
A sorsolás előtt a csapatokat négy kalapba sorolták a csoportkörbeli helyezések és az UEFA-együtthatók sorrendjében. Az első két kalapba kerültek a csoportkör első helyezettjei, a 3. és 4. kalapba a második helyezettek. Minden kalapból minden csoportba egy-egy csapatot sorsoltak. Egy csoportba nem kerülhetett két azonos nemzetiségű csapat.
| Csapat                | Együttható | Kalap |
| --------------------- | ---------- | ----- |
| Bayern München        | 103,201    | 1     |
| Real Madrid (címvédő) | 99,799     | 1     |
| Valencia CF           | 69,799     | 1     |
| AC Milan              | 53,964     | 1     |
| Deportivo La Coruña   | 53,799     | 2     |
| Arsenal               | 52,728     | 2     |
| Anderlecht            | 27,525     | 2     |
| Sturm Graz            | 26,250     | 2     |

| Csapat              | Együttható | Kalap |
| ------------------- | ---------- | ----- |
| Lazio               | 94,964     | 3     |
| Manchester United   | 89,727     | 3     |
| Szpartak Moszkva    | 65,637     | 3     |
| Paris Saint-Germain | 64,363     | 3     |
| Olympique Lyonnais  | 60,364     | 4     |
| Galatasaray SK      | 51,925     | 4     |
| Panathinaikósz      | 44,433     | 4     |
| Leeds United        | 43,728     | 4     |

## Csoportok

### Sorrend meghatározása
Ha két vagy több csapat a csoportmérkőzések után azonos pontszámmal állt, az alábbiak alapján kellett meghatározni a sorrendet:
1. az azonosan álló csapatok mérkőzésein szerzett több pont
2. az azonosan álló csapatok mérkőzésein elért jobb gólkülönbség
3. az azonosan álló csapatok mérkőzésein idegenben szerzett több gól
4. az összes mérkőzésen elért jobb gólkülönbség
5. az összes mérkőzésen szerzett több gól
6. az azonosan álló csapatok és nemzeti szövetségük jobb UEFA-együtthatója az előző öt évben

Az időpontok közép-európai idő/közép-európai nyári idő szerint értendők.

### A csoport
| Hely. | Csapat            | M | Gy | D | V | G+ | G– | Gk | P  | Továbbjutás                                |     | VAL | MUN | STM | PAN |
| ----- | ----------------- | - | -- | - | - | -- | -- | -- | -- | ------------------------------------------ | --- | --- | --- | --- | --- |
| 1.    | Valencia CF       | 6 | 3  | 3 | 0 | 10 | 2  | +8 | 12 | Továbbjutott az egyenes kieséses szakaszba |     | —   | 0–0 | 2–0 | 2–1 |
| 2.    | Manchester United | 6 | 3  | 3 | 0 | 10 | 3  | +7 | 12 | Továbbjutott az egyenes kieséses szakaszba |     | 1–1 | —   | 3–0 | 3–1 |
| 3.    | Sturm Graz        | 6 | 2  | 0 | 4 | 4  | 13 | −9 | 6  |                                            |     | 0–5 | 0–2 | —   | 2–0 |
| 4.    | Panathinaikósz    | 6 | 0  | 2 | 4 | 4  | 10 | −6 | 2  |                                            | 0–0 | 1–1 | 1–2 | —   |     |

| 2000. november 21. 20:45 |

| Manchester United              | 3–1               | Panathinaikósz |
| ------------------------------ | ----------------- | -------------- |
| Sheringham 48' Scholes 81' 90' | (0–0) Jegyzőkönyv | Karagounis 64' |

| Old Trafford, Manchester Nézőszám: 65 024 Játékvezető: Domenico Messina (olasz) |

| 2000. november 21. 20:45 |

| Valencia CF                | 2–0               | Sturm Graz |
| -------------------------- | ----------------- | ---------- |
| Carew 45' Juan Sánchez 47' | (1–0) Jegyzőkönyv |            |

| Mestalla Stadium, Valencia Játékvezető: Kim Milton Nielsen (dán) |

| 2000. december 6. 20:45 |

| Sturm Graz | 0–2               | Manchester United     |
| ---------- | ----------------- | --------------------- |
|            | (0–1) Jegyzőkönyv | Scholes 18' Giggs 89' |

| Arnold-Schwarzenegger-Stadion, Graz Nézőszám: 16 500 Játékvezető: Anders Frisk (svéd) |

| 2000. december 6. 20:45 |

| Panathinaikósz | 0–0         | Valencia CF |
| -------------- | ----------- | ----------- |
|                | Jegyzőkönyv |             |

| Olimpiai Stadion, Athén Játékvezető: Markus Merk (német) |

| 2001. február 14. 20:45 |

| Valencia CF | 0–0         | Manchester United |
| ----------- | ----------- | ----------------- |
|             | Jegyzőkönyv |                   |

| Mestalla Stadium, Valencia Nézőszám: 51 000 Játékvezető: Dick Jol (holland) |

| 2001. február 14. 20:45 |

| Sturm Graz           | 2–0               | Panathinaikósz |
| -------------------- | ----------------- | -------------- |
| Haas 60' Kocijan 85' | (0–0) Jegyzőkönyv |                |

| Arnold-Schwarzenegger-Stadion, Graz Játékvezető: Ryszard Wójcik (lengyel) |

| 2001. február 20. 20:45 |

| Manchester United | 1–1               | Valencia CF       |
| ----------------- | ----------------- | ----------------- |
| Cole 12'          | (1–0) Jegyzőkönyv | Brown 86' (öngól) |

| Old Trafford, Manchester Nézőszám: 66 715 Játékvezető: Hellmut Krug (német) |

| 2001. február 20. 20:45 |

| Panathinaikósz | 1–2               | Sturm Graz          |
| -------------- | ----------------- | ------------------- |
| Goumas 73'     | (0–2) Jegyzőkönyv | Schopp 25' Haas 42' |

| Olimpiai Stadion, Athén Nézőszám: 20 200 Játékvezető: Alain Sars (francia) |

| 2001. március 7. 20:45 |

| Panathinaikósz | 1–1               | Manchester United |
| -------------- | ----------------- | ----------------- |
| Seitaridis 25' | (1–0) Jegyzőkönyv | Scholes 90'       |

| Olimpiai Stadion, Athén Nézőszám: 27 231 Játékvezető: Karl-Erik Nilsson (svéd) |

| 2001. március 7. 20:45 |

| Sturm Graz | 0–5               | Valencia CF                                               |
| ---------- | ----------------- | --------------------------------------------------------- |
|            | (0–1) Jegyzőkönyv | Ayala 5' Carew 50' Kily González 59' Diego Alonso 88' 90' |

| Arnold-Schwarzenegger-Stadion, Graz Játékvezető: Stefano Braschi (olasz) |

| 2001. március 13. 20:45 |

| Manchester United                | 3–0               | Sturm Graz |
| -------------------------------- | ----------------- | ---------- |
| Butt 5' Sheringham 20' Keane 86' | (2–0) Jegyzőkönyv |            |

| Old Trafford, Manchester Nézőszám: 66 404 Játékvezető: Valentin Ivanov (orosz) |

| 2001. március 13. 20:45 |

| Valencia CF                  | 2–1               | Panathinaikósz         |
| ---------------------------- | ----------------- | ---------------------- |
| Juan Sánchez 39' Angloma 75' | (1–1) Jegyzőkönyv | Basinas 28' (11-esből) |

| Mestalla Stadium, Valencia Játékvezető: Knud Erik Fisker (dán) |

### B csoport
| Hely. | Csapat              | M | Gy | D | V | G+ | G– | Gk | P  | Továbbjutás                                |     | DEP | GAL | MIL | PAR |
| ----- | ------------------- | - | -- | - | - | -- | -- | -- | -- | ------------------------------------------ | --- | --- | --- | --- | --- |
| 1.    | Deportivo La Coruña | 6 | 3  | 1 | 2 | 10 | 7  | +3 | 10 | Továbbjutott az egyenes kieséses szakaszba |     | —   | 2–0 | 0–1 | 4–3 |
| 2.    | Galatasaray SK      | 6 | 3  | 1 | 2 | 6  | 6  | 0  | 10 | Továbbjutott az egyenes kieséses szakaszba |     | 1–0 | —   | 2–0 | 1–0 |
| 3.    | AC Milan            | 6 | 1  | 4 | 1 | 6  | 7  | −1 | 7  |                                            |     | 1–1 | 2–2 | —   | 1–1 |
| 4.    | Paris Saint-Germain | 6 | 1  | 2 | 3 | 8  | 10 | −2 | 5  |                                            | 1–3 | 2–0 | 1–1 | —   |     |

| 2000. november 21. 20:45 |

| AC Milan                                | 2–2               | Galatasaray SK           |
| --------------------------------------- | ----------------- | ------------------------ |
| José Mari 47' Shevchenko 73' (11-esből) | (0–2) Jegyzőkönyv | Jardel 39' Hasan Şaş 41' |

| San Siro, Milánó Játékvezető: Urs Meier (svájci) |

| 2000. november 21. 20:45 |

| Paris Saint-Germain | 1–3               | Deportivo La Coruña                     |
| ------------------- | ----------------- | --------------------------------------- |
| Algerino 37'        | (1–0) Jegyzőkönyv | Najbet 64' Turu Flores 70' Makaay 90+2' |

| Parc des Princes, Párizs Játékvezető: Hellmut Krug (német) |

| 2000. december 6. 20:45 |

| Deportivo La Coruña | 0–1         | AC Milan    |
| ------------------- | ----------- | ----------- |
|                     | Jegyzőkönyv | Helveg 45+' |

| Estadio Riazor, A Coruña Nézőszám: 35 200 Játékvezető: Graham Poll (angol) |

| 2000. december 6. 20:45 |

| Galatasaray SK        | 1–0               | Paris Saint-Germain |
| --------------------- | ----------------- | ------------------- |
| Davala 52' (11-esből) | (0–0) Jegyzőkönyv |                     |

| Ali Sami Yen Stadium, Isztambul Játékvezető: Ryszard Wójcik (lengyel) |

| 2001. február 14. 20:45 |

| AC Milan     | 1–1               | Paris Saint-Germain |
| ------------ | ----------------- | ------------------- |
| Leonardo 27' | (1–1) Jegyzőkönyv | Anelka 30'          |

| San Siro, Milánó Játékvezető: Anders Frisk (svéd) |

| 2001. február 14. 20:45 |

| Galatasaray SK | 1–0               | Deportivo La Coruña |
| -------------- | ----------------- | ------------------- |
| Kaya 8'        | (1–0) Jegyzőkönyv |                     |

| Ali Sami Yen Stadium, Isztambul Játékvezető: Kim Milton Nielsen (dán) |

| 2001. február 20. 20:45 |

| Paris Saint-Germain | 1–1               | AC Milan       |
| ------------------- | ----------------- | -------------- |
| Robert 75'          | (0–0) Jegyzőkönyv | José Mari 90+' |

| Parc des Princes, Párizs Nézőszám: 41 450 Játékvezető: Jan Wegereef (holland) |

| 2001. február 20. 20:45 |

| Deportivo La Coruña                 | 2–0               | Galatasaray SK |
| ----------------------------------- | ----------------- | -------------- |
| Víctor 40' Djalminha 73' (11-esből) | (1–0) Jegyzőkönyv |                |

| Estadio Riazor, A Coruña Játékvezető: Hartmut Strampe (német) |

| 2001. március 7. 20:45 |

| Galatasaray SK      | 2–0               | AC Milan |
| ------------------- | ----------------- | -------- |
| Hagi 20' Jardel 86' | (1–0) Jegyzőkönyv |          |

| Ali Sami Yen Stadium, Isztambul Játékvezető: Hellmut Krug (német) |

| 2001. március 7. 20:45 |

| Deportivo La Coruña              | 4–3               | Paris Saint-Germain      |
| -------------------------------- | ----------------- | ------------------------ |
| Pandiani 57' 76' 84' Tristán 84' | (0–2) Jegyzőkönyv | Okocha 29' Leroy 43' 55' |

| Estadio Riazor, A Coruña Játékvezető: Urs Meier (svájci) |

| 2001. március 13. 20:45 |

| AC Milan                  | 1–1               | Deportivo La Coruña      |
| ------------------------- | ----------------- | ------------------------ |
| Shevchenko 87' (11-esből) | (0–0) Jegyzőkönyv | Djalminha 74' (11-esből) |

| San Siro, Milánó Nézőszám: 70 103 Játékvezető: Hugh Dallas (skót) |

| 2001. március 13. 20:45 |

| Paris Saint-Germain | 2–0               | Galatasaray SK |
| ------------------- | ----------------- | -------------- |
| Christian 3' 27'    | (2–0) Jegyzőkönyv |                |

| Parc des Princes, Párizs Játékvezető: Vítor Melo Pereira (portugál) |

### C csoport
| Hely. | Csapat             | M | Gy | D | V | G+ | G– | Gk | P  | Továbbjutás                                |     | BAY | ARS | LYO | SPM |
| ----- | ------------------ | - | -- | - | - | -- | -- | -- | -- | ------------------------------------------ | --- | --- | --- | --- | --- |
| 1.    | Bayern München     | 6 | 4  | 1 | 1 | 8  | 5  | +3 | 13 | Továbbjutott az egyenes kieséses szakaszba |     | —   | 1–0 | 1–0 | 1–0 |
| 2.    | Arsenal            | 6 | 2  | 2 | 2 | 6  | 8  | −2 | 8  | Továbbjutott az egyenes kieséses szakaszba |     | 2–2 | —   | 1–1 | 1–0 |
| 3.    | Olympique Lyonnais | 6 | 2  | 2 | 2 | 8  | 4  | +4 | 8  |                                            |     | 3–0 | 0–1 | —   | 3–0 |
| 4.    | Szpartak Moszkva   | 6 | 1  | 1 | 4 | 5  | 10 | −5 | 4  |                                            | 0–3 | 4–1 | 1–1 | —   |     |

| 2000. november 22. 18:00 |

| Szpartak Moszkva                    | 4–1               | Arsenal     |
| ----------------------------------- | ----------------- | ----------- |
| Marcão 29' 51' Titov 77' Robson 82' | (1–1) Jegyzőkönyv | Sylvinho 2' |

| Luzsnyiki Stadion, Moszkva Játékvezető: Pierluigi Collina (olasz) |

| 2000. november 22. 20:45 |

| Bayern München | 1–0               | Olympique Lyonnais |
| -------------- | ----------------- | ------------------ |
| Jeremies 55'   | (0–0) Jegyzőkönyv |                    |

| Olimpiai Stadion, München Játékvezető: José García-Aranda (spanyol) |

| 2000. december 5. 20:45 |

| Olympique Lyonnais         | 3–0               | Szpartak Moszkva |
| -------------------------- | ----------------- | ---------------- |
| Marlet 2' Anderson 31' 42' | (3–0) Jegyzőkönyv |                  |

| Stade de Gerland, Lyon Játékvezető: Juan Fernández Marin (spanyol) |

| 2000. december 5. 20:45 |

| Arsenal           | 2–2               | Bayern München        |
| ----------------- | ----------------- | --------------------- |
| Henry 4' Kanu 55' | (1–0) Jegyzőkönyv | Tarnat 56' Scholl 66' |

| Highbury, London Játékvezető: Stefano Braschi (olasz) |

| 2001. február 13. 20:45 |

| Olympique Lyonnais | 0–1               | Arsenal   |
| ------------------ | ----------------- | --------- |
|                    | (0–0) Jegyzőkönyv | Henry 59' |

| Stade de Gerland, Lyon Játékvezető: Urs Meier (svájci) |

| 2001. február 13. 20:45 |

| Bayern München | 1–0               | Szpartak Moszkva |
| -------------- | ----------------- | ---------------- |
| Élber 79'      | (0–0) Jegyzőkönyv |                  |

| Olimpiai Stadion, München Játékvezető: Knud Erik Fisker (dán) |

| 2001. február 21. 18:00 |

| Szpartak Moszkva | 0–3               | Bayern München                       |
| ---------------- | ----------------- | ------------------------------------ |
|                  | (0–1) Jegyzőkönyv | Scholl 17' 75' (11-esből) Sérgio 87' |

| Luzsnyiki Stadion, Moszkva Játékvezető: Antonio López Nieto (spanyol) |

| 2001. február 21. 20:45 |

| Arsenal      | 1–1               | Olympique Lyonnais |
| ------------ | ----------------- | ------------------ |
| Bergkamp 33' | (1–0) Jegyzőkönyv | Edmílson 90'       |

| Highbury, London Játékvezető: Ľuboš Micheľ (szlovák) |

| 2001. március 6. 20:45 |

| Olympique Lyonnais       | 3–0               | Bayern München |
| ------------------------ | ----------------- | -------------- |
| Govou 13' 20' Laigle 71' | (2–0) Jegyzőkönyv |                |

| Stade de Gerland, Lyon Játékvezető: Dick Jol (holland) |

| 2001. március 6. 20:45 |

| Arsenal   | 1–0               | Szpartak Moszkva |
| --------- | ----------------- | ---------------- |
| Henry 82' | (0–0) Jegyzőkönyv |                  |

| Highbury, London Játékvezető: Rune Pedersen (norvég) |

| 2001. március 14. 18:00 |

| Szpartak Moszkva       | 1–1               | Olympique Lyonnais      |
| ---------------------- | ----------------- | ----------------------- |
| Parfenov 4' (11-esből) | (1–0) Jegyzőkönyv | Anderson 68' (11-esből) |

| Luzsnyiki Stadion, Moszkva Játékvezető: Kyros Vassaras (görög) |

| 2001. március 14. 20:45 |

| Bayern München | 1–0               | Arsenal |
| -------------- | ----------------- | ------- |
| Élber 10'      | (1–0) Jegyzőkönyv |         |

| Olimpiai Stadion, München Játékvezető: Anders Frisk (svéd) |

### D csoport
| Hely. | Csapat       | M | Gy | D | V | G+ | G– | Gk | P  | Továbbjutás                                |     | RMA | LEE | AND | LAZ |
| ----- | ------------ | - | -- | - | - | -- | -- | -- | -- | ------------------------------------------ | --- | --- | --- | --- | --- |
| 1.    | Real Madrid  | 6 | 4  | 1 | 1 | 14 | 9  | +5 | 13 | Továbbjutott az egyenes kieséses szakaszba |     | —   | 3–2 | 4–1 | 3–2 |
| 2.    | Leeds United | 6 | 3  | 1 | 2 | 12 | 10 | +2 | 10 | Továbbjutott az egyenes kieséses szakaszba |     | 0–2 | —   | 2–1 | 3–3 |
| 3.    | Anderlecht   | 6 | 2  | 0 | 4 | 7  | 12 | −5 | 6  |                                            |     | 2–0 | 1–4 | —   | 1–0 |
| 4.    | Lazio        | 6 | 1  | 2 | 3 | 9  | 11 | −2 | 5  |                                            | 2–2 | 0–1 | 2–1 | —   |     |

| 2000. november 22. 20:45 |

| Anderlecht    | 1–0               | Lazio |
| ------------- | ----------------- | ----- |
| Radzinski 83' | (0–0) Jegyzőkönyv |       |

| Constant Vanden Stock Stadium, Brüsszel Játékvezető: Ľuboš Micheľ (szlovák) |

| 2000. november 22. 20:45 |

| Leeds United | 0–2               | Real Madrid         |
| ------------ | ----------------- | ------------------- |
|              | (0–0) Jegyzőkönyv | Hierro 66' Raúl 68' |

| Elland Road, Leeds Játékvezető: Dick Jol (holland) |

| 2000. december 5. 20:45 |

| Lazio | 0–1               | Leeds United |
| ----- | ----------------- | ------------ |
|       | (0–0) Jegyzőkönyv | Smith 80'    |

| Olimpiai Stadion, Róma Játékvezető: Claude Colombo (francia) |

| 2000. december 5. 20:45 |

| Real Madrid                                                                | 4–1               | Anderlecht |
| -------------------------------------------------------------------------- | ----------------- | ---------- |
| Morientes 12' Figo 23' (11-esből) Helguera 44' Roberto Carlos da Silva 73' | (3–0) Jegyzőkönyv | Stoica 89' |

| Santiago Bernabéu Stadium, Madrid Játékvezető: Hugh Dallas (skót) |

| 2001. február 13. 20:45 |

| Real Madrid                                    | 3–2               | Lazio                  |
| ---------------------------------------------- | ----------------- | ---------------------- |
| Morientes 32' Helguera 82' Figo 88' (11-esből) | (1–1) Jegyzőkönyv | Crespo 5' Gottardi 84' |

| Santiago Bernabéu Stadium, Madrid Nézőszám: 72 000 Játékvezető: Gilles Veissière (francia) |

| 2001. február 13. 20:45 |

| Leeds United         | 2–1               | Anderlecht      |
| -------------------- | ----------------- | --------------- |
| Harte 74' Bowyer 86' | (0–0) Jegyzőkönyv | Alin Stoica 64' |

| Elland Road, Leeds Játékvezető: Karl-Erik Nilsson (svéd) |

| 2001. február 21. 20:45 |

| Lazio                | 2–2               | Real Madrid         |
| -------------------- | ----------------- | ------------------- |
| Nedvěd 4' Crespo 53' | (1–1) Jegyzőkönyv | Solari 32' Raúl 72' |

| Olimpiai Stadion, Róma Nézőszám: 48 000 Játékvezető: Vítor Melo Pereira (portugál) |

| 2001. február 21. 20:45 |

| Anderlecht | 1–4               | Leeds United                                  |
| ---------- | ----------------- | --------------------------------------------- |
| Koller 75' | (0–3) Jegyzőkönyv | Smith 13' 39' Viduka 34' Harte 81' (11-esből) |

| Constant Vanden Stock Stadium, Brüsszel Játékvezető: Rune Pedersen (norvég) |

| 2001. március 6. 20:45 |

| Lazio                 | 2–1               | Anderlecht |
| --------------------- | ----------------- | ---------- |
| López 40' Baronio 77' | (1–0) Jegyzőkönyv | Stoica 49' |

| Olimpiai Stadion, Róma Játékvezető: Juan Fernández Marin (spanyol) |

| 2001. március 6. 20:45 |

| Real Madrid          | 3–2               | Leeds United           |
| -------------------- | ----------------- | ---------------------- |
| Raúl 7' 60' Figo 41' | (2–1) Jegyzőkönyv | A. Smith 5' Viduka 54' |

| Santiago Bernabéu Stadium, Madrid Játékvezető: Ryszard Wójcik (lengyel) |

| 2001. március 14. 20:45 |

| Leeds United                     | 3–3               | Lazio                                        |
| -------------------------------- | ----------------- | -------------------------------------------- |
| Bowyer 28' Wilcox 43' Viduka 62' | (2–2) Jegyzőkönyv | Ravanelli 21' Mihajlović 29' (11-esből) 90+' |

| Elland Road, Leeds Játékvezető: Konrad Plautz (osztrák) |

| 2001. március 14. 20:45 |

| Anderlecht           | 2–0               | Real Madrid |
| -------------------- | ----------------- | ----------- |
| Dindane 85' Goor 93' | (0–0) Jegyzőkönyv |             |

| Constant Vanden Stock Stadium, Brüsszel Játékvezető: Alain Sars (francia) |